# Agrilus salicis
Agrilus salicis es una especie de insecto del género Agrilus, familia Buprestidae, orden Coleoptera.
Fue descrita científicamente por Frivaldszky, 1877.